# III. Antiokhosz szeleukida uralkodó
III. Antiokhosz Megasz (Nagy Antiokhosz) (görögül: Aντιóχoς Μέγας; Kr. e. 241 – Kr. e. 187. július 3.) ókori hellenisztikus király, a Szeleukida Birodalom hatodik uralkodója (Kr. e. 222-től haláláig), II. Szeleukosz Kallinikosz és II. Laodiké második gyermeke volt. Uralkodása alatt hosszas harcokkal megerősítette birodalmát, kiérdemelve a Megasz (Μέγας – Nagy) melléknevet is, azonban az utolsó éveiben vállalt háborúja a Római Köztársasággal ismét megroggyantotta királyi hatalmát.

## Az első évek
Kr. e. 223-ban került trónra, miután bátyját, III. Szeleukosz Szótért meggyilkolták Pergamon ellen indított anatóliai hadjáratán, és a hadsereg által királynak nyilvánított távoli rokona, Akhaiosz lemondott a javára. Antiokhosz meghálálta Akhaiosz lojalitását, és hadainak parancsnokává nevezte ki. Ilyen minőségben szép sikereket aratott I. Attalosz pergamoni király ellen, akitől számos korábban elfoglalt területet vissza tudott hódítani. A hadműveleteket a Médiát és Persziszt igazgató helytartók, Molón és Alexandrosz lázadása miatt kellett csak megszakítania. Akhaiosz két alkalommal vonult ellenük, de mindkétszer vesztett; végül Kr. e. 220-ban maga a király vonult keletre, ahol nem csak leverte a lázadókat, hanem még Média Atropaténét is visszaszerezte. Rövidesen leszámolt fivérétől örökölt miniszterével, a korábban több katonai kudarcot elszenvedett, intrikus Hermeiasszal.

## A negyedik szíriai háború
Antiokhosz már Kr. e. 221-ben fontolgatta, hogy háborút indít IV. Ptolemaiosz Philopatór egyiptomi király ellen, de az iráni lázadás miatt csak Kr. e. 219-ben robbant ki a IV. szíriai háború. Antiokhosz sikeresen visszafoglalta a mintegy húsz évvel korábban elveszett földközi-tengeri Szeleukeia Pieria városát, majd Türosz és Ptolemaisz kikötőjét. A Kr. e. 218-as ellencsapás nem járt sikerrel, de amikor a következő évben IV. Ptolemaiosz személyesen utazott a hadszíntérre, Kr. e. 217. június 13-án a raphiai csatában teljes vereséget mért ellenfelére. Antiokhosz ősszel békét kért, visszaszolgáltatva a megszerzett városokat, amit Ptolemaiosz elfogadott és visszatért Egyiptomba. A békekötés már csak azért is sürgős volt Antiokhosznak, mert Akhaiosz időközben magát független uralkodóvá nyilvánította Kis-Ázsiában. Az ellene vívott harcok során a királyi erők fokozatosan visszahódították Anatóliát, végül Kr. e. 213-ban elfogták és kivégezték Akhaioszt.

## A nagy sikerek kora
Antiokhosz Akhaiosz leverését követően úgy határozott, hogy az apja idején függetlenedett keleti tartományok visszaszerzésére indul. Kr. e. 212-től kezdődően hét évig volt távol birodalma központjától, miközben a párthus II. Arszakész és a baktriai Euthüdémosz ellen harcolt sikeresen. Visszahódítani ugyan nem tudta a keleti tartományokat, de a fent említett uralkodókat fennhatósága elismerésére tudta kényszeríteni. Ugyanígy tett a kaukázusi Armeniával, sőt, az indiai Gandhára fejedelmével is, amely alkalomból számos elefántot kapott onnan. A dicsőséges hadjáratról Kr. e. 205-ben tért haza, immár – a perzsa uralkodók és Nagy Sándor mintájára – nagykirályi címet viselve.

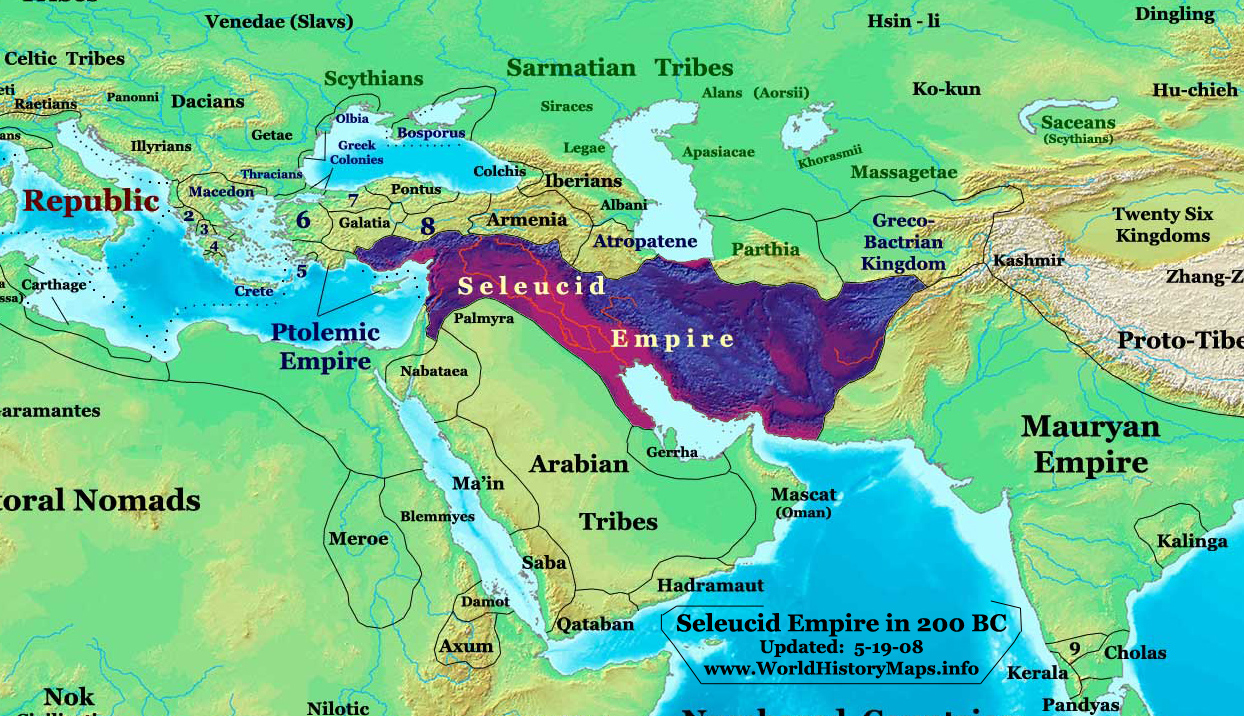
A Szeleukida Birodalom Kr. e. 200-ban

Időközben a kiskorú V. Ptolemaiosz Epiphanész országlása alatt Egyiptom helyzete komolyan megrendült. Antiokhosz nem habozott kihasználni a helyzetet, hogy keleti sikereit követően nyugaton is diadalmaskodhasson: a revansra vágyó Szeleukida Birodalom és Makedónia Kr. e. 203/202 telén titkos szövetséget kötött, melyben kijelölték egymás érdekszféráit.
Az V. szíriai háború V. Philipposz támadásával indult meg a Ptolemaioszok európai és égei-tengeri birtokai ellen, ami Pergamon és Rhodosz érdekeit egyaránt sértette. E két állam Egyiptom mellett a Karthágót nemrég legyőző Római Köztársaságnak is szövetségese volt, ami egyiptomi követek kérésére Kr. e. 201-ben követelte, hogy Makedónia hagyjon fel a hadműveletekkel. Mivel erre nem került sor, Róma Kr. e. 200-ban megküldte a hadüzenetet, és kitört a második római–makedón háború, ami rövidesen Róma győzelmével zárult (Kr. e. 197-es künoszkephalai csata).
Antiokhosz Kr. e. 200-ban indította meg hadműveleteit. Az egyiptomi Szkópaszt a panioni ütközetben legyőzve először elragadta Egyiptom szíriai birtokait, beleértve Palesztinát és Föníciát, majd az anatóliai Kilikia ellen vonult Róma figyelmeztetése ellenére, aminek Egyiptom mintegy hetven éve szövetségese és legfontosabb gabonaellátója volt. V. Ptolemaiosz Kr. e. 195-ben békét kötött Antiokhosszal. Ennek értelmében feleségül vette Kleopátra Szürát, Antiokhosz lányát, és lemondott minden Egyiptomon kívüli birtokáról Ciprus és Küréné kivételével.

## Összecsapás Rómával
Antiokhosz Makedónia Róma általi meggyengítését arra próbálta kihasználni, hogy Európában terjeszkedjen. Még az egyiptomi harcok lezárulta előtt, Kr. e. 196-ban megindult Thrakia ellen, amit Kr. e. 194-re teljesen meg is hódított, holott már Kr. e. 196-ban felszólította egy római követség Lüszimakheia városában a kivonulásra. Tetézte a bajt, hogy Kr. e. 195-ben még a Karthagóból menekülő Hannibalt is befogadta, aki Itália mihamarabbi megtámadására ösztökélte, hogy kihasználhassa a rómaiak lekötöttségét a Pó vidékén élő keltákkal.
Óriásira növő hatalmától félve Róma és szövetségesei, Rodosz és Pergamon, valamint az akháj liga számára Kr. e. 192-ben telt be a pohár, amikor az aitól szövetség fővezérévé tette meg Antiokhoszt, akit behívott Hellaszba. A kitörő háborúban V. Philipposz is hajdani szövetségese mellé állt. A Manius Acilius Glabrio vezette rómaiak a Kr. e. 191-es thermopülai diadalukkal hamarosan kiűzték a keleti erőket Európából, a rhodosziak pedig két összecsapásban megsemmisítették Antiokhosz flottáját (eurümedóni és müónesszoszi csata). A király békét kért, ám a kemény feltételek hallatán inkább a küzdelem folytatása mellett döntött. Kr. e. 190-ben Lucius Cornelius Scipio és legatusai, Publius Cornelius Scipio Africanus – Lucius fivére, Hannibal legyőzője – és Cnaeus Domitius Ahenobarbus vezetésével a magnésziai csatában döntő vereséget mértek a számszerű fölényben levő szeleukida hadseregre.

## A vég

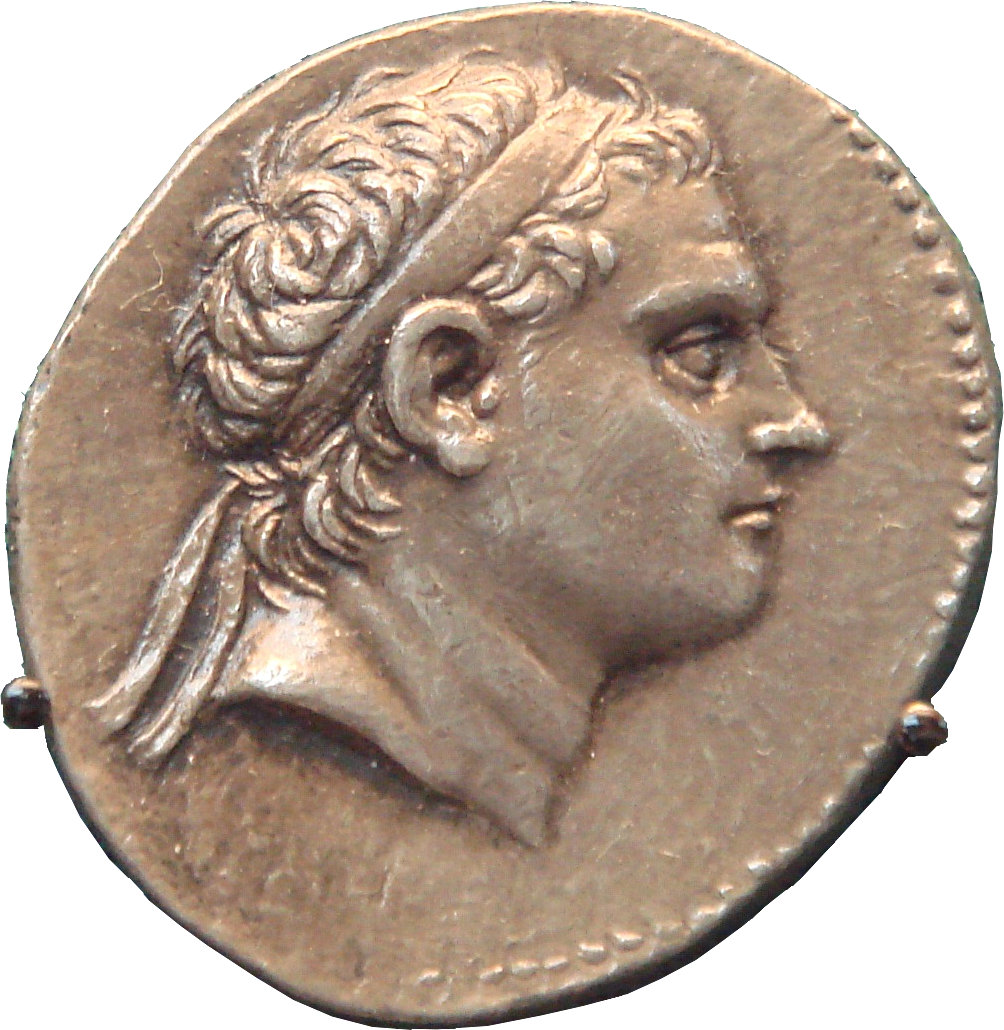
III. Antiokhosz pénzérméje (British Museum)

Antiokhosz birodalma ezt a vereséget nem tudta kiheverni, és Kr. e. 188-ban sor került a békekötésre. Az apameiai békében rendkívül súlyos feltételeket volt kénytelen elfogadni: lemondott egész Anatóliáról, flottájának nagyját és összes harci elefántját kiszolgáltatta Rómának, hadisarc gyanánt pedig 15 000 talentumot kellett kifizetnie tizenkét esztendő leforgása alatt. Biztosítékképpen húsz túszt is adnia kellett Rómának, köztük legkisebb fiát, Antiokhoszt. Vereségét követően Kis-Ázsiában Rhodosz és Pergamon jutott területekhez, az Antiokhoszt támogató Kappadókiát és Galatiát feldúlták a szövetségesek, Armenia pedig elszakadt a Szeleukida Birodalomtól.
Nagy Antiokhosz a rómaiakkal vívott háborúban elvesztette birodalma korábban általa helyreállított nagyhatalmi státuszát. Az adóbevételek kiesése miatt olyan súlyos nehézségei támadtak a sarc fizetésében, ezért Kr. e. 187-ben egy gazdag elümaiszi szentély kirablására indult embereivel, és a kitörő közfelháborodásban meggyilkolták.

## Házasságai, utódai
Antiokhosz felesége Mithridatész pontoszi király lánya, Laodiké volt, akitől legalább kilenc gyermeke született. Öt fia közül három, Antiokhosz, Ardüsz és Mithridatész még az életében meghalt. (Antiokhosz, akit társuralkodójává nevezett ki, Kr. e. 193-ban hunyt el.) Két másik fia, a Kr. e. 189 óta társuralkodói rangot viselő Szeleukosz és Antiokhosz egyaránt trónra lépett a halálát követően.
Lányai közül Laodiké az idősebbik Antiokhoszhoz, saját bátyjához ment feleségül. Kleopatra Szürát Kr. e. 193/192 táján V. Ptolemaiosz Epiphanész vette feleségül, és tőle született VI. és VIII. Ptolemaiosz. A harmadik, Antiokhisz, Ariarathész kappadokiai királyhoz ment feleségül, egy ismeretlen nevű negyedik kezét pedig II. Eumenész pergamoni királynak ajánlotta fel.